# Marr, South Yorkshire
Marr är en ort och civil parish i Doncaster i Storbritannien. Den ligger i grevskapet South Yorkshire och riksdelen England, i den sydöstra delen av landet, 240 km norr om huvudstaden London. Marr ligger 53 meter över havet och antalet invånare är 138.
Terrängen runt Marr är platt, och sluttar österut. Runt Marr är det tätbefolkat, med 550 invånare per kvadratkilometer. Närmaste större samhälle är Rotherham, 15,4 km sydväst om Marr. Trakten runt Marr består till största delen av jordbruksmark.